# Gaston Adjoukoua
Gaston Adjoukoua (ur. 14 lutego 1958 – zm. 23 sierpnia 2015) – iworyjski piłkarz grający na pozycji pomocnika. W swojej karierze grał w reprezentacji Wybrzeża Kości Słoniowej.

## Kariera klubowa
W swojej karierze piłkarskiej Adjoukoua grał w klubie Africa Sports National. Wraz z nim siedmiokrotnie został mistrzem kraju w sezonach 1982, 1983, 1985, 1986, 1987, 1988 i 1989 oraz zdobył cztery Puchary Wybrzeża Kości Słoniowej w sezonach 1982, 1985, 1986 i 1989.

## Kariera reprezentacyjna
W reprezentacji Wybrzeża Kości Słoniowej Adjoukoua zadebiutował w 1977 roku. W 1980 roku powołano go do kadry na Puchar Narodów Afryki 1980. Zagrał w nim w jednym meczu grupowym z Egiptem (1:2).
W 1984 roku Adjoukoua został powołany do kadry na Puchar Narodów Afryki 1984. Na tym turnieju zagrał w dwóch meczach grupowych: z Togo (3:0) i z Egiptem (1:2). W kadrze narodowej grał do 1984 roku.